# Thomas Klees

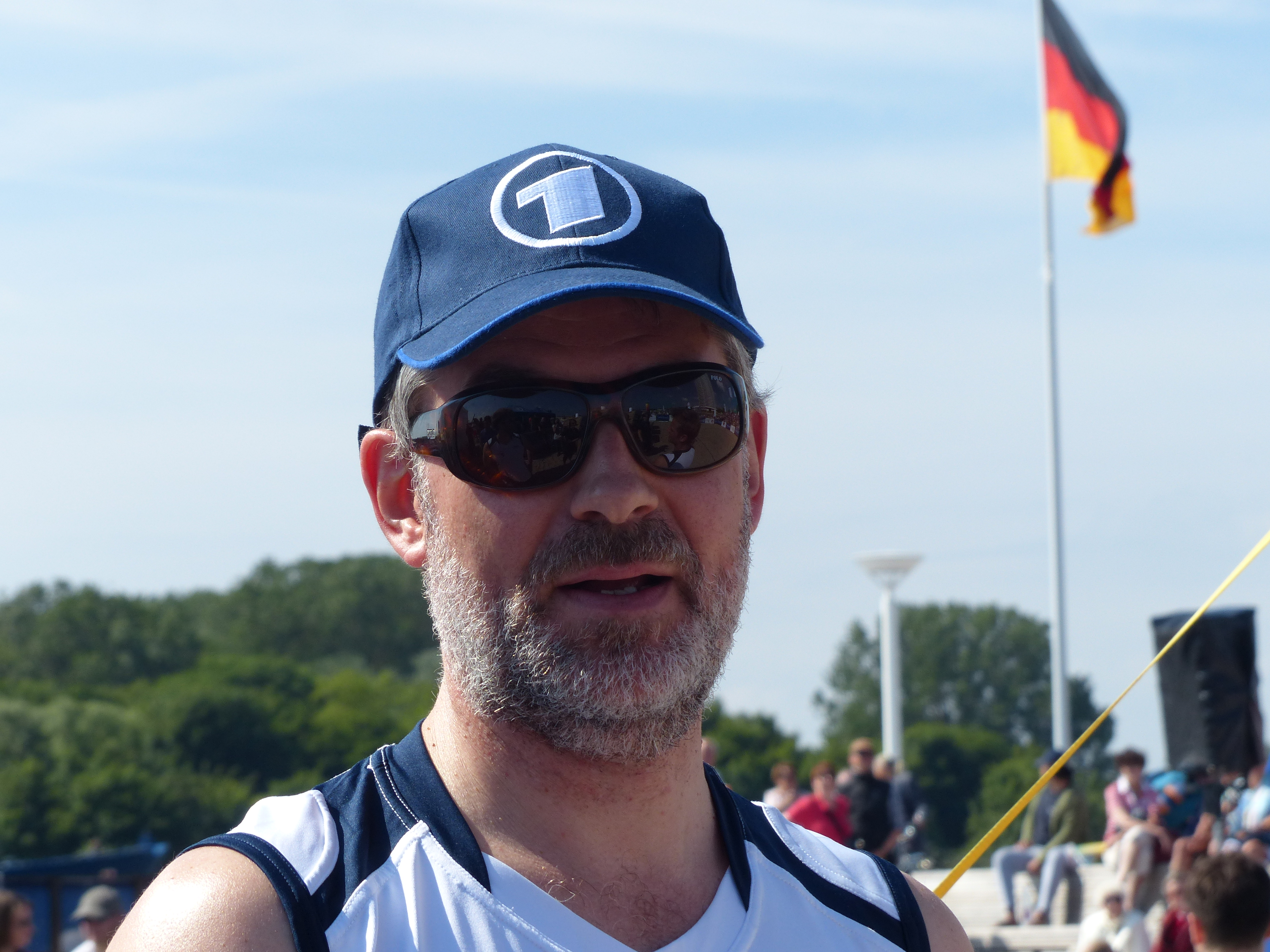
Thomas Klees beim Beachvolleyball-Starcup 2013

Thomas Klees (* 14. Oktober 1966 in Bremen) ist ein deutscher Schauspieler und Autor.

## Leben

### Ausbildung und Theater
Klees wuchs in Brake, Schwanewede, Dedelstorf und Hannover auf. Nach Abitur, Zivildienst und einem mehrjährigen Aufenthalt in Italien absolvierte er ab 1991 eine Schauspielausbildung an der Stage School in Hamburg.
Sein erstes Engagement hatte er am Klecks-Theater Hannover. Von 1993 bis 1999 war er als festes Ensemblemitglied am Theater Kiel (Theater im Werftpark) engagiert. Seit 2000 arbeitete Klees als freier Schauspieler, zunächst schwerpunktmäßig in Hamburg, wo er im Kulturzentrum Kampnagel (2000, 2003) und am Altonaer Theater (2001) auftrat. Er hatte anschließend weitere Theaterengagements, unter anderem am Staatstheater Stuttgart (2005), am Theater Freiburg, am Theater Lübeck (2001, als Erzähler/Flibbertigibitt in Pinocchio), am Stadttheater Hildesheim, später dann mehrfach am Theater für Niedersachsen und am Theater Aspik (2005, in King Kong; Regie: Uli Jäckle).
Zu seinen Bühnenrollen gehörten unter anderem der Psychologie Kelvin in einer Bühnenfassung des Romans Solaris (2003, Stadttheater Hildesheim), König Gunther in Die Nibelungen (2004, Stadttheater Hildesheim), der Erzähler in einer Bühnenfassung des Films Dogville (2007, Stadttheater Hildesheim) und der Geschworene Nr. 3 in Die zwölf Geschworenen (Spielzeit 2011/12, am Theater für Niedersachsen).
Häufig spielte er auch bei Produktionen freier Theaterensembles (u. a. Theater am Lend, Graz/Sophiensäle Berlin) mit. 2007 wirkte er am Lichthof Theater in Hamburg in der Rolle des Vaters in der Uraufführung des Theaterstücks Agonie von Nino Haratischwili (Regie: Nino Haratischwili) mit. In der Spielzeit 2013/14 übernahm er den Titus Andronicus in einer „Opera Stabile“-Produktion auf Kampnagel. 2014 trat er bei den Ruhrfestspielen Recklinghausen auf. In der Spielzeit 2014/15 gastierte er am Theater Bremen als Großvater in dem Musiktheaterstück Die kleine Meerjungfrau (nach dem Märchen von Hans Christian Andersen).
Zwischen 2015 und 2017 war er in mehreren Produktionen am Theater Reutlingen zu Gast. In der Spielzeit 2017/18 war er an den Hamburger Kammerspielen der Vater in der Erstaufführung des Theaterstücks Schlaraffenland von Philipp Löhle; mit dieser Produktion gastierte er auch bei den Ruhrfestspielen Recklinghausen. Im Januar/Februar 2018 trat er am Altonaer Theater in einer Bühnenfassung des Huxley-Romans Schöne neue Welt in der Rolle des Helmholtz Watson auf.

### Film und Fernsehen
Klees übernahm seit Anfang der 2000er Jahre auch Filmrollen in Kinofilmen, Fernsehfilmen und Fernsehserien. Schwerpunkt seiner beruflichen Tätigkeit ist jedoch weiterhin die Theaterarbeit. In dem Thriller Antikörper (2005) hatte er eine kleine Rolle als Verlagsmanager.
Er hatte Episodenrollen und Nebenrollen in verschiedenen Fernsehserien, unter anderem in Inspektor Rolle (2004), in Bella Block (2004), in Doppelter Einsatz  (2007) und  SOKO Wismar (2011).
In der ARD-Fernsehserie Rote Rosen war er von Dezember 2011 bis Dezember 2012 (Folge 1160 bis 1410) in einer wiederkehrenden Nebenrolle zu sehen. Er verkörperte den intriganten und skrupellosen Politiker Dr. Seefeldt, den politischen Gegner der Rollenfigur Anne Lichtenhagen. Bereits 2009 hatte Klees in der Serie eine Nebenrolle übernommen. Später folgten Rollen in den Serien Morden im Norden (2013), Die Pfefferkörner (2014; 2016) und Großstadtrevier (2017). In der ZDFneo-Sitcom Tanken – mehr als Super (2018) stellte er in einer Episodennebenrolle den Italiener Giorgio dar.

### Sonstiges
Klees arbeitete auch als Sprecher für Hörspiele und Hörbücher; bei der Verlagsgruppe Random House las Klees das Hörbuch Eiskalt wie der Tod von Henning Mankell.
Klees lebt in Hamburg-Eimsbüttel.

## Tätigkeit als Autor
Neben seiner Tätigkeit als Schauspieler ist Klees seit 1999 auch als Autor tätig. 1999 veröffentlichte er den Gedichtband spurlos werden bei der DVA. Weitere Gedichte erschienen in der Folgezeit vor allem in Anthologien und Literaturzeitschriften. 2000 hatte er ein Aufenthaltsstipendium des Berliner Senats im Literarischen Colloquium Berlin inne.
Er war Mit-Autor bei Hörspielen und Drehbüchern. Er schrieb Theaterstücke, insbesondere für das Kindertheater. Für das Schauspielhaus Hamburg schuf er, gemeinsam mit Uli Jäckle, eine Theaterfassung des Märchens Die kleine Meerjungfrau.

## Filmografie (Auswahl)
- 2001: Instant Devil (Kurzfilm)
- 2002: Imagine (Kurzfilm)
- 2004: Inspektor Rolle – Herz in Not
- 2004: Bella Block: Die Freiheit der Wölfe
- 2005: Antikörper
- 2005: Die Rettungsflieger
- 2007: Doppelter Einsatz – Belinda Nr. 5
- 2007: Das erste Bild (Kurzfilm)
- 2009: Mountain Ride (Kurzfilm)
- 2010: Die Fusion (Kurzfilm)
- 2011: SOKO Wismar – Tod eines Richters
- 2013: Morden im Norden – Schuss ins Blaue
- 2011–2012: Rote Rosen (Fernsehserie, Nebencast als Dr. Seefeldt)
- 2014; 2016: Die Pfefferkörner (Fernsehserie, versch. Rollen)
- 2017: Großstadtrevier – Daniel in der Löwengrube
- 2018: Tanken – mehr als Super: Millionengrab (Sitcom)
- 2021: Eisland (Fernsehfilm)